# Наумов, Сергей Эдуардович
Наумов Сергей Эдуардович (род. 9 марта 1961, Горький) — российский художник. Член Московского объединения художников, Международного художественного фонда и Association Internationale des Arts Plastiques (Франция).
Работы находятся в Московском музее современного искусства, Российском фонде культуры, музее «WURTH» Кюнцельзау (Германия), музее art4ru (Москва).

## Список выставок
- 1986—1989 — Выставки в Горкоме графиков, Малая Грузинская 28, Москва.
- 1987 — Кузнецкий мост, 11, Москва.
- 1987 — «GALERIE CASSERA», Париж.
- 1988, 1989 — Выставки объединения «АРБАТР», Москва.
- 1989 — Выставки объединения «6+2», Москва.
- 1989, 1990 — Галерея «РАМА-АРТ», Москва.
- 1989, 1990 — Ярмарка искусств «INTERART», Познань.
- 1990 — Галерея «INTERART-STUDIO», Будапешт.
- 1990 — «АРТ-МИФ», ЦДХ, Москва.
- 1990 — «Peintres sovietigues de la glasnost», галерея «DU CYGNE», Женева.
- 1990 — «8 peintres sovietigues», 7, Plase Furstenberg, Париж.
- 1990 — Выставка и аукцион в Hotel DROUOT, Париж.
- 1990 — «Необарокко», ЦДХ, Москва.
- 1990 — Галерея «AEG», Хельсинки.
- 1991 — Муниципальная галерея, Бордо.
- 1991 — «АРТ-МИФ-2», Манеж, Москва.
- 1991 — Галерея «FORTUNA», Будапешт.
- 1991 — Муниципальная галерея, Монте-Карло.
- 1992 — Галерея «Раменки», Москва.
- 1992 — Галерея «На Солянке», Москва.
- 1993 — «FEDULOV-GALLERY», Филадельфия.
- 1993 — «MERSER ISLAND GALLERY», Сиэтл.
- 1993 — Ярмарка в Авиньоне, Франция.
- 1993 — Галерея «FORTUNA», Будапешт.
- 1993 — Галерея «ADC», Москва.
- 1994 — «Mad GALERIE EBERHARDT», Форцхайм, Германия.
- 1994—1995 — «PRO ET СОNTRА», галерея «ЮНЭЯ», Москва.
- 1994, 1995 — CS −1 ST Boston, Москва.
- 1994 — «ТЕАТРО», Метрополь, Москва.
- 1995 — «После концепции», ЦДХ, Москва.
- 1995 — «Римейки-интерпретации», центр КАРНЕГИ, Москва.
- 1995 — Выставка в банке «Грифон», Москва.
- 1995 — Русский Культурный Центр, Лондон.
- 1995 — «Mad GALERIE EBERHARDT», Форцхайм.
- 1996 — «СЕВЕР — ЮГ», Дирекция выставок и аукционов РФК, Москва.
- 1996 — Творческий Фонд России, 1 Конгресс, ЦДХ, Москва.
- 1996 — «P. S.» — Выставка памяти чёрного квадрата К. Малевича, Москва.
- 1997 — «Немецкая сказка», Бурганов центр, Москва.
- 1997 — Московский АРТ-САЛОН, Манеж, Москва.
- 1997 — «Гармония контрастов», Российская академия художеств, Москва.
- 1997 — «Антиобъект», галерея «МОСКОВСКИЙ ДВОР», Москва.
- 1997 — «Элементарное искусство», галерея Беляево, Москва.
- 1997 — «Без названия». Дирекция выставок и аукционов РФК, Москва.
- 1997 — Ярмарка «АРТ-МАНЕЖ-97», Москва.
- 1998 — «Русская Африка», галерея СЭМ БРУК, Москва.
- 1998 — Установка Архитектурно-пластического модуля, Ордынка,68 Москва.
- 1998 — «CALAVERADA», Дирекция выставок и аукционов РФК, Москва.
- 1998 — «Today’s Russian Paintings — Avangarde 1990—1998», Kwangju City Art Museum, Корея.
- 1998 — «GALLERY KOREA», Сеул, Корея.
- 1998 — Haus der Wissenschaft und Kultur, Берлин.
- 1998 — Галерея «DITTMANN», Франкфурт / Майн.
- 1999 — «ГЕРОИ», Новый Манеж, Москва.
- 1999 — Представительство фирмы «BAYER», Москва.
- 1999 — «Художники программы „МУЗЕЙ“», выставочный зал Дирекции выставок и аукционов РФК, Москва.
- 1999 — Галерея «САНКТ-ПЕТЕРБУРГ», Гамбург.
- 1999 — «Вальпургиева ночь», выставочный зал РФК, Москва.
- 1999 — «Рыбный день», галерея «СЭМ БРУК», Москва.
- 1999 — «Без названия», Центр Карнеги, Москва.
- 1999 — «GOETHE und PUSCHKIN», Gansemarkt 36, Гамбург.
- 1999 — Галерея «ЮРИЙ МИРАКОВ», Москва.
- 1999 — Выставка и аукцион в Монтобане, Франция.
- 1999 — «Восточноевропейское искусство», Deutsche Bank, Франкфурт (Майн).
- 1999 — «Fruhlingsaktion & kunst», Luisen Arkaden, bad Homburg, Германия.
- 2000 — «Венский классик», Дирекция выставок и аукционов РФК, Москва.
- 2000 — «Новая русская азбука», галерея «ДАР», Москва.
- 2000 — Галерея «А3», Москва.
- 2000 — Выставка в банке «Российский капитал», Москва.
- 2000 — «Мексика глазами российских художников», Музейный центр РГГУ, Москва.
- 2000 — «Стенгазета», музей А. Сахарова, Москва.
- 2001 — «Обратное пространство», галерея «ARTITUDE», Париж.
- 2001 — «Адаптация», музей А.Сахарова, Москва.
- 2001 — Фестиваль искусств в Chize, Франция.
- 2001 — Галерея «CLAIRE DE VILLARET», Париж.
- 2001 — Выставка в Южнокорейском культурном центре, Москва.
- 2002 — «Контрэволюция», Музей декоративно-прикладного и народного искусства, Москва.
- 2002 — Галерея «ARTITUDE», Париж.
- 2002 — Галерея «CLAIRE DE VILLARET», Париж.
- 2002 — Выставка в Международном Художественном Фонде, Москва.
- 2002 — «Пространство объекта», Музей декоративно-прикладного и народного искусства, Москва.
- 2002 — «Европа», музей А.Сахарова, Москва.
- 2002 — «РОДИНА/ОТЕЧЕСТВО», Московский международный форум художественных инициатив, МГВЗ «Новый Манеж».
- 2002 — «Москва…», галерея «СЭМ БРУК», Москва.
- 2002 — «Раскраска», клуб «Муха», Москва.
- 2002 — «Игрушки», клуб «Муха», Москва.
- 2002 — «Новогодняя пальма», клуб «Муха», Москва.
- 2002 — «45 лет в искусстве и об искусстве», выставка, посвященная юбилею журнала «Декоративное искусство», Российская академия художеств, Москва.
- 2003 — «The best», галерея «С,АРТ», Москва.
- 2003 — «Фигуратив как абстракция», галерея «СЭМ БРУК», Москва.
- 2004 — «МИР ВОЙНЫ», Музей декоративно-прикладного и народного искусства, Москва.
- 2004 — «АНГЕЛ ГОСПОДЕНЬ», галерея «СЛАВЯНСКИЙ ДОМ», Москва.
- 2004 — «ТСУ — СИМА МАРТИРОЛОГ», галерея «С,АРТ», Москва.
- 2004 — «АРТ МОСКВА», галереи «ЭКСПЕРТ», «КУБОМЕТР», ЦДХ, Москва.
- 2004 — «ПОСЛЕДНЯЯ? ВЫСТАВКА», выставочный зал Дирекции выставок и аукционов, Москва.
- 2004 — «NON-КОНФОРМИЗМ и POST», Международный Художественный Фонд, Москва.
- 2005 — «АРТ МОСКВА», галереи «ЭКСПЕРТ», «С,АРТ», ЦДХ, Москва.
- 2006 — «ИМПЕРАТОР», галерея «I.B.S.» (дизайн — центр «Artplay»), Москва.
- 2006 — «МОСКВА — ГОРОД НАУКИ», МГВЗ «Новый Манеж», Москва.
- 2006 — «ТОЧКА ЗРЕНИЯ», Дирекция выставок и аукционов министерства культуры РФ, Москва.
- 2006 — «GALLERY K-18», Москва.
- 2007 — «НОВЫЙ АНГЕЛАРИЙ», Московский музей современного искусства.
- 2007 — «ТОЧКИ», центр современного искусства, Ростов/дон.
- 2007 — «АНГЕЛОЭМИГРАНТЫ», дом Булгакова, Москва.
- 2008 — «Подземка», галерея «На Солянке», Москва.
- 2008 — «Медведевка», «С.АРТ (галерея Петра Войса)», Москва.
- 2008 — «Война продолжается», «С.АРТ (галерея Петра Войса)», Москва.
- 2009 — «Метафизика», галерея «Vector-A», Москва.
- 2010 — «Лубянка», «С.АРТ (галерея Петра Войса)», Москва.